# Riksu jõgi
Riksu jõgi är ett vattendrag i på Ösel i Estland. Den är 20 km lång. Källan ligger vid byn Käesla. Därifrån rinner den söderut till sjön Riksu järv. Mynningen ligger på öns sydvästkust mot Östersjön vid byn Riksu.